# Микле, Вероника
Вероника Микле (рум. Veronica Micle, урождённая Ана Кымпяну (рум. Ana Câmpeanu); 22 апреля 1850, Нэсэуд, Трансильвания — 3 августа 1889, Вэратек, Королевство Румыния) — румынская поэтесса. Известна как возлюбленная классика румынской литературы Михая Эминеску.

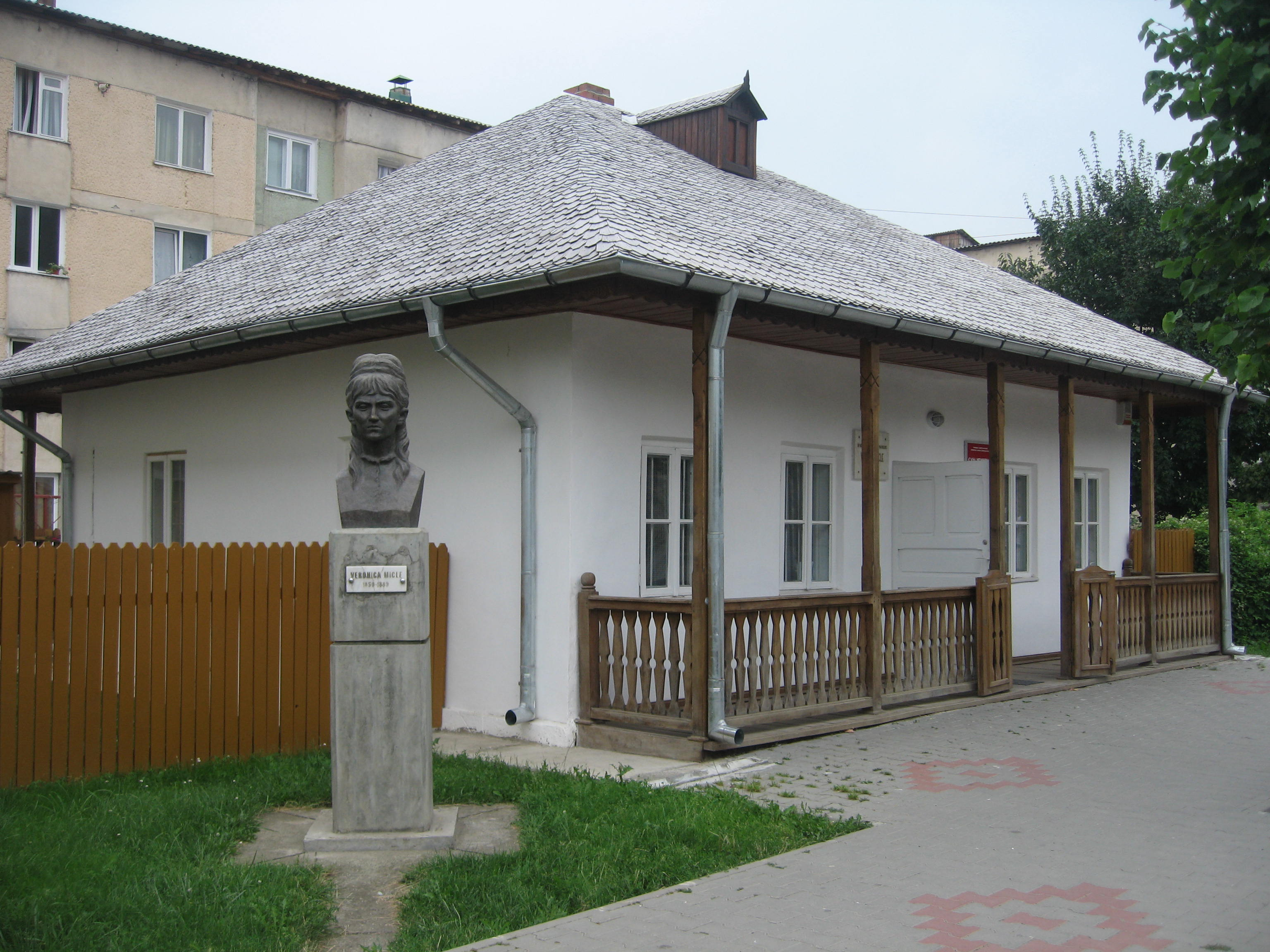
Дом-музей Вероники Микле в городе Тыргу-Нямц

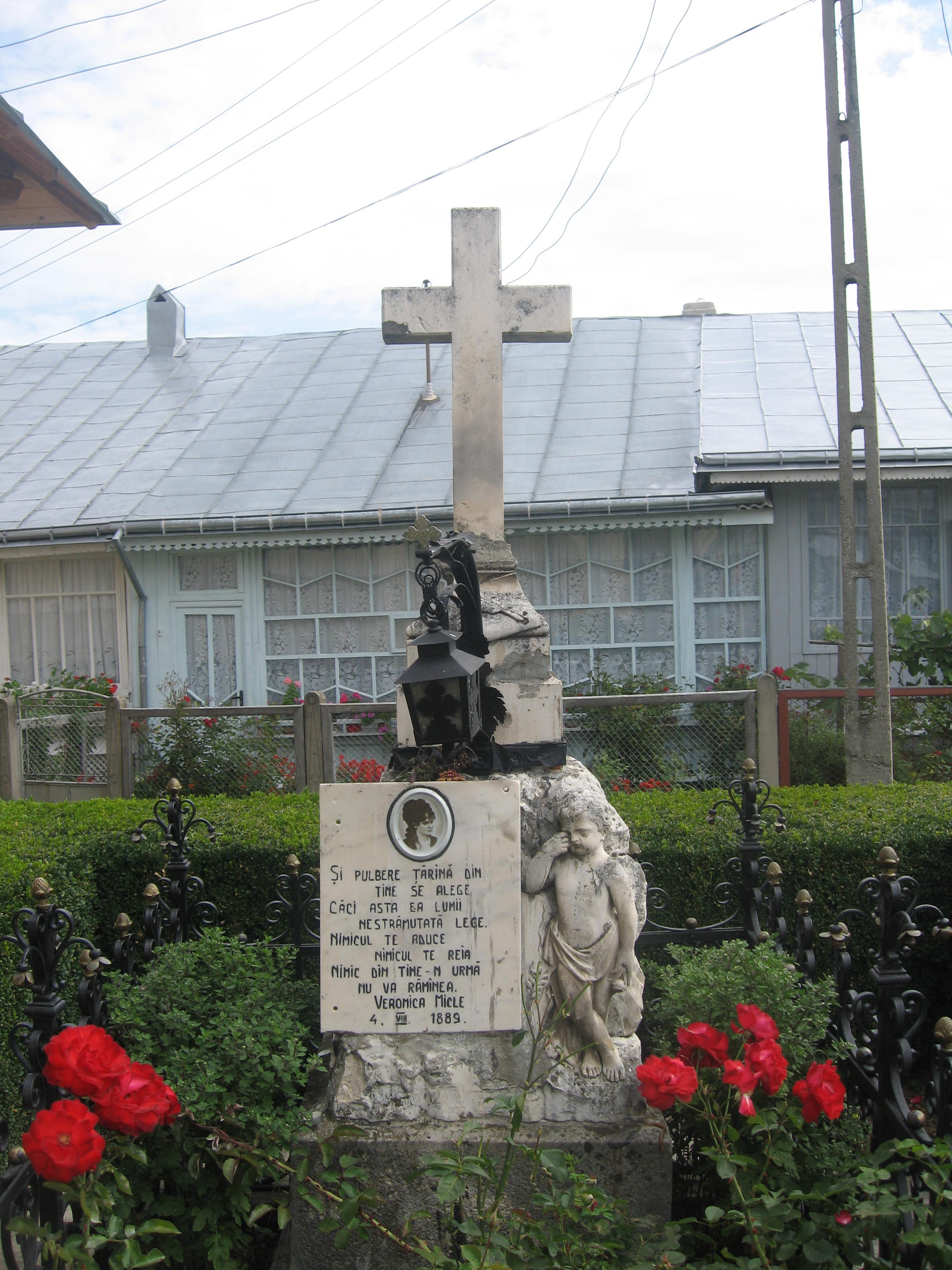
Могила Вероники Микле в монастыре Вэратек

## Биография
Ана Кымпяну — дочь трансильванского революционера Илие Кымпяну, погибшего в 1849 году в сражениях под предводительством Аврама Янку ещё до её рождения. После смерти Илие его вдова и дочь обосновались в Яссах. Во время учёбы в Центральной женской школе Ана меняет своё имя и просит звать её Вероникой. На выпускном экзамене в школе, которую Вероника с отличием окончила в 1863 году, в жюри присутствовал профессор Штефан Микле, который впоследствии стал ректором Ясского университета. Несмотря на 30-летнюю разницу в возрасте он просил её руки; в 14 лет, в 1864 году Веронику выдали замуж. В браке у пары родились две дочери — Вирджиния и Валерия.
По словам почётного члена Румынской академии Валериу Матей, Вероника влюбилась в Эминеску, увидев фотографию 19-летнего поэта, присланную в редакцию ясской газеты. В 1872 году в Вене, куда Вероника прибыла для лечения, она знакомится с Михаем Эминеску, и вскоре у них начался любовный роман, который будет продолжаться в последующие 17 лет. Эминеску покинул Берлин и переехал в Яссы. Увлечённый Вероникой, он посещает её литературный салон и читает там любовные стихотворения.
По словам Валериу Матей являлась лучшей румынской поэтессой своего времени. Сотрудничала в журналах Convorbiri literare (Яссы), Literatorul и других. Стихи носят преимущественно эротический характер (сборник «Poezii»). Вероника Микле и Михай Эминеску оказали существенное влияние на стихотворное творчество друг друга.
После смерти мужа в 1879 году, Вероника переехала в Бухарест и стала жить с Эминеску вместе. У них родился ребёнок, который умер при родах.
Какое-то время отношения Микле и Эминеску были прерваны, она жила в городе Яссы, а Эминеску — в Бухаресте. В этот период у Микле был роман с другом Эминеску, писателем Караджале.
15 июня 1889 года умер Эминеску. По словам Валериу Матей, Вероника Микле болезненно переживала его смерть, не видела смысла жить дальше, приняла решение уединиться в монастыре Вэратек, где через день-два выпила мышьяк. Умерла 3 августа 1889 года в монастыре Вэратек. Похоронена на территории монастыря.

## Память
Дом-музей поэтессы находится в городе Тыргу-Нямц.
С 1991 года в Кишинёве существует улица Вероники Микле рядом с Национальным театром имени Михая Эминеску.
Скульптура скульптора Вячаслава Жиглицкого Веронике Микле установлена в 2021 году в Кишинёве